# Рождественское городище
Рожде́ственское городи́ще (« касаба [фактория] Афикул », Афилун, Афтакун, Аваколь, Афкула, Акикул) — памятник ломоватовской и родановской археологической культур. Функционировало с конца IX до середины XIV века.
Городище располагается в Карагайском районе Пермского края, в 1,5 км юго-западнее села Рождественск, на высоком левом берегу реки Обва.
С севера площадка защищена дугообразным валом. В настоящее время площадь городища, ограниченная валом, составляет 3,6 га. С запада и северо-запада площадку городища ограничивает глубокий Шиловский лог со скальными выходами, на бортах которого наблюдаются следы искусственной подрезки, за ним расположено небольшое, но хорошо укрепленное мощным валом с земляными башнями Филипповское городище-цитадель. К северу за валом находился неукрепленный посад.
Городище было основано местным финно-угорским населением, в XI в. расширено и существенно перестроено. В 2016 г. вдоль Постаноговского лога, ограничивающего с востока площадку городища, были обнаружены остатки засыпанного рва, связанного с первоначальным поселением. С X—XI вв. городище функционировало как торгово-ремесленная фактория Волжской Булгарии. Здесь, наряду с местным населением постоянно проживали булгарские торговцы и ремесленники. Открыты гончарные, металлургические, кузнечные, косторезная, медницкая мастерские. В мастерской медника в 2021 г. обнаружен именной перстень-печатка с именем Ахмата ибн Умара. С востока к городищу примыкало мусульманское кладбище домонгольского времени. Язычники финно-угры, как местные, так и выходцы с соседних территорий, использовали отдельный могильник, расположенный в 500 м восточнее.
На городище изучены жилища — бревенчатые дома площадью 180—200 м², построенные в каркасно-столбовой технике, двускатная кровля описалась на столбы, установленные в 1-3 ряда по оси жилищ. Передняя треть построек обычно отделялась перегородкой, предположительно, здесь содержали зимой скот. В жилой части вдоль стен были устроены нары шириной 2 м, между которыми находились 1-2 печи, пол между нарами покрывался тесаными досками, а перед печами — глиной. Печи обычно устанавливались над квадратными хозяйственными ямами глубиной около 2 м, облицованными досками — на дощатом помосте возводилась толстая глиняная подушка, образующая под печи, сверху сооружался глинобитный свод печи. В ямах-подпечьях хранились кухонная утварь и продукты, среди которых — хорошо очищенное зерно (крупа), готовое к употреблению.
Плотность застройки городища очень высокая — жилища располагались улицами, расходящимися радиально от центральной части вала к Обве, в рядах расстояния между жилищами составляли всего 1-2 м, хозяйственных построек не выделяется. Такая планировка характерна для средневековых городков. Это городище большинством исследователей соотносится с «касаба Афкула» (Акикул) из арабских и египетских письменных источников XIII — н. XV вв. — единственный населенный пункт средневекового Прикамья, который зафиксирован в восточных источниках.
На городище обнаружены местная и булгарская красноглиняная посуда, хозяйственные орудия (ральники, топоры, рыболовные крючки), предметы вооружения, многочисленные ремесленные орудия, личные украшения из бронзы и серебра, амулеты, предметы гигиены (костяные гребешки и копоушки), глиняные и костяные детские игрушки и многое другое. Среди находок имеются арабские, булгарские, среднеазиатские и англосаксонские серебряные монеты IX — начала XI века, а также золотоордынские медные и серебряные монеты XIII — начала XIV веков.
На Рождественском археологическом комплексе в погребении ломоватовской культуры № 37, датирущимся рубежом X-XI веков, найдена серебряная трапециевидная подвеска со знаком Рюриковичей — трезубцем князя Владимира Святославовича на одной стороне и мечемолотом на другой стороне, который, по гипотезе С. В. Белецкого, был геральдическим знаком (гербом) приёмного сына Владимира конунга Олава Трюггвасона. Возможно, подвеска являлась одной из «печатей для ношения», выданных купцам Волжской Булгарии для свободной торговли на Руси («Ношаху если [слы] печати злати, а гостье сребрени») и была собственностью местного «купца чулманского» — одного из торговых посредников булгар.